# 楢葉町
楢葉町（日语：／ Naraha machi */?）是位于福島縣双葉郡的一町。東京電力福島第二核電廠的1～4号機位于該町。
2011年福島核災後人眾撤離，直到2015年9月解禁，僅有少數人返鄉居住。
1. ↑  .   [2016-12-02]. （原始内容存档于2019-11-29）.